# Фация метаморфизма
Фа́ция — совокупность метаморфических горных пород различного состава, отвечающих определённым условиям образования по отношению к основным факторам метаморфизма (температуре, литостатическому давлению и парциальным давлениям летучих компонентов во флюидах), участвующих в метаморфических реакциях между минералами.

## Классификации
Виды фаций по названию основных пород:
1. зеленосланцевая и глаукофансланцевая (низкая температура, средние и высокие давления);
2. эпидот-амфиболитовая и амфиболитовая (средняя температура, средние и высокие давления);
3. гранулитовая и эклогитовая (высокие температура и давление);
4. санидинитовая и пироксенроговиковая (очень высокая температура и очень низкое давление).
Виды фаций по названию метаморфических минералов и их парагенезисов: гранат-кордиеритовая, гиперстенсиллиманитовая, ставролитовая, андалузитовая, силлиманитовая, кианитовая и др.
В зависимости от типов геосинклинальных подвижных зон и стадий их развития метаморфизм горных пород происходит в условиях различных фаций. Для ранних доорогенных стадий развития геосинклиналей характерен относительно низкотемпературный метаморфизм зеленосланцевой, глаукофановой или цеолитовой фации. В более поздние орогенические стадии горные породы подвергаются высокотемпературному метаморфизму, преимущественно амфиболитовой и гранулитовой фаций, который связывается с процессами становления в подвижных зонах гранитоидов. Пироксен-роговиковая и санидинитовая фации ограничиваются контактами с телами магматических пород, которые внедряются на посторогенных стадиях развития подвижных зон или в структуры платформенного типа.
В СССР в 1966 г. была издана карта метаморфических фаций СССР (масштаб 1: 7 500 000), составленная под руководством В. С. Соболева в Сибирском отделении АН СССР.